# Matko Babić
Pour les articles homonymes, voir Babić.
Matko Babić, né le 28 juillet 1998 à Zagreb en Croatie, est un footballeur croate qui évolue au poste d'avant-centre au NK Radomlje.

## Biographie

### En club
Natif de Zagreb en Croatie, Matko Babić est formé par l'un des clubs de sa ville natale, le Lokomotiva Zagreb. Il fait ses débuts en professionnel en 24 mai 2015, lors d'une rencontre de championnat croate face au RNK Split. Son équipe s'incline par trois buts à zéro ce jour-là.
Le 12 août 2016 il est prêté une saison au NK Rudeš.
Lors de l'été 2019 il s'engage en faveur du HNK Rijeka. Le 18 février 2020 il est prêté au MFK Karviná, en Tchéquie.
Le Le 28 juillet 2020, jour de ses 22 ans, Matko Babić s'engage avec le club chypriote de l'AEL Limassol pour un contrat de cinq ans. Il se fait remarquer le 5 décembre 2020 en marquant trois buts lors d'une rencontre de championnat face au Ethnikos Achna. Il permet à son équipe de l'emporter par cinq buts à zéro.
Laissé libre par l'AEL Limassol à l'été 2022, Matko Babić rejoint la Roumanie afin de s'engager en faveur du FC Hermannstadt le 24 septembre 2022.

### En sélection nationale
Matko Babić reçoit sa première sélection avec l'équipe de Croatie espoirs le 10 septembre 2018, face à la Biélorussie. Une rencontre que la Croatie remporte par quatre buts à zéro.